# Pires do Rio Futebol Clube
Pires do Rio Futebol Clube é um clube brasileiro de futebol, sediado na cidade de Pires do Rio, no estado de Goiás.  O PRFC disputou o Campeonato Goiano da 1ª divisão em quatro oportunidades: 1962, 1991, 1992 e 1994. Já no Estadual da Série “B”, foram seis participações: 1989 (4º lugar), 1990 (2º lugar), 1995 (5º lugar), 1996 (1º lugar), 1998   (7º lugar) e 2001 (11º lugar).
Na sua estreia na elite do futebol goiano, em 1952, o Pires do Rio Futebol Clube venceu o Goiás por 2 a 1 (15/06/1952) e o Atlético Goianiense por 3 a 0 (14/09/1952).
Após 39 anos o  Pires do Rio FC repetiu o 4º lugar, no Goiano de 1991. Na temporada seguinte (1992), a equipe não repetiu a boa campanha e acabou em 10ª colocação. Em 1994, a Locomotiva saiu dos trilhos, acabou na 18ª e foi rebaixado.
O seu título de campeão aconteceu no Campeonato Goiano da Série B de 1996. O Pires do Rio FC foi campeão invicto. Com 14 pontos em seis jogos, com quatro vitórias e dois empates; marcando cinco gols e sofrendo apenas um. Em 2021, firma parceria com a empresa Lapidando Diamantes Sports com o objetivo de reestruturar o time e dar fôlego novo ao clube.
Disputou por diversas vezes o Campeonato Goiano de Futebol da Segunda e Primeira divisões.

## Títulos
| Estaduais | Estaduais                             | Estaduais | Estaduais  |
|           | Competição                            | Títulos   | Temporadas |
| --------- | ------------------------------------- | --------- | ---------- |
|           | Campeonato Goiano - Divisão de Acesso | 1         | 1996       |